# Eutreptiella eupharyngea
Eutreptiella eupharyngea is een soort in de taxonomische indeling van de Euglenozoa. Deze micro-organismen zijn eencellig en meestal rond de 15-40 mm groot. Het organisme komt uit het geslacht Eutreptiella en behoort tot de familie Eutreptiaceae. Eutreptiella eupharyngea werd in 1986 ontdekt door Moestrup, R. E. Norris in P. L. Walne & H. Ettl.